# فرانسه در المپیک تابستانی ۱۹۵۲
فرانسه در بازی‌های المپیک تابستانی ۱۹۵۲ که در شهر هلسینکی فنلاند برگزار شد، کاروان فرانسه با ۲۴۵ ورزشکار در این رقابت‌ها شرکت کرد و موفق به کسب ۱۸ مدال (۶ طلا، ۶ نقره، ۶ برنز) شد. در جدول رتبه‌بندی توزیع مدال‌ها، فرانسه در ردهٔ ۷ مسابقات قرار گرفت.